# Prelatura territorial de El Salto
La prelatura territorial de El Salto (en latín: Praelatura Territorialis Saltensis in Mexico) es una circunscripción eclesiástica de la Iglesia católica en México. Se trata de una prelatura territorial latina, sufragánea de la arquidiócesis de Durango. Desde el 11 de febrero de 2025 se encuentra en Sede Vacante.

## Territorio y organización
La prelatura territorial tiene 36 000 km² y extiende su jurisdicción sobre los fieles católicos de rito latino residentes en el estado de Durango en los municipios de: Pueblo Nuevo, Tamazula, Topia, Canelas, Otáez y San Dimas, además de la parroquia de San Andrés de la Sierra en el municipio de Santiago Papasquiaro.
La sede de la prelatura territorial se encuentra en la ciudad de El Salto (en el municipio de Pueblo Nuevo), en donde se halla la Catedral de Nuestra Señora de Guadalupe.
En 2021 en la prelatura territorial existían 15 parroquias.

## Historia
La prelatura territorial fue erigida el 10 de junio de 1968 con la bula Non habentibus del papa Pablo VI, obteniendo el territorio de la arquidiócesis de Durango y de la diócesis de Mazatlán.
El 2 de febrero de 2012 el papa Benedicto XVI nombró al padre Juan María Huerta Muro como obispo de la prelatura.

## Estadísticas
Según el Anuario Pontificio 2022 la prelatura territorial tenía a fines de 2021 un total de 364 650 fieles bautizados.
| Año                                                                             | Población | Población | Población      | Sacerdotes | Sacerdotes | Sacerdotes | Católicos por sacerdote | Diáconos permanentes | Religiosos | Religiosos | Parroquias y cuasiparroquias |
| Año                                                                             | Católicos | Total     | % de católicos | Total      | Diocesanos | Regulares  | Católicos por sacerdote | Diáconos permanentes | Masculinos | Femeninos  | Parroquias y cuasiparroquias |
| ------------------------------------------------------------------------------- | --------- | --------- | -------------- | ---------- | ---------- | ---------- | ----------------------- | -------------------- | ---------- | ---------- | ---------------------------- |
| 1970                                                                            | 95 760    | 95 760    | 100.0          | 9          | 2          | 7          | 10 640                  |                      | 10         | 11         | 12                           |
| 1976                                                                            | 110 200   | 116 000   | 95.0           | 9          | 4          | 5          | 12 244                  |                      | 7          | 19         | 11                           |
| 1980                                                                            | 122 800   | 126 600   | 97.0           | 12         | 4          | 8          | 10 233                  |                      | 11         | 17         | 12                           |
| 1990                                                                            | 188 000   | 192 000   | 97.9           | 10         | 10         |            | 18 800                  |                      |            | 20         | 13                           |
| 1999                                                                            | 295 000   | 338 000   | 87.3           | 15         | 15         |            | 19 666                  | 1                    |            | 22         | 14                           |
| 2000                                                                            | 295 000   | 338 000   | 87.3           | 15         | 15         |            | 19 666                  | 2                    |            | 22         | 14                           |
| 2001                                                                            | 295 000   | 339 000   | 87.0           | 17         | 17         |            | 17 352                  |                      |            | 22         | 13                           |
| 2002                                                                            | 296 000   | 341 000   | 86.8           | 18         | 18         |            | 16 444                  |                      |            | 22         | 13                           |
| 2003                                                                            | 304 000   | 358 000   | 84.9           | 22         | 22         |            | 13 818                  | 1                    | 3          | 15         | 15                           |
| 2004                                                                            | 314 000   | 370 000   | 84.9           | 22         | 22         |            | 14 272                  | 1                    | 3          | 14         | 15                           |
| 2013                                                                            | 337 000   | 396 000   | 85.1           | 27         | 27         |            | 12 481                  |                      | 2          | 19         | 15                           |
| 2016                                                                            | 347 715   | 408 262   | 85.2           | 27         | 27         |            | 12 878                  |                      | 2          | 16         | 15                           |
| 2019                                                                            | 358 000   | 420 200   | 85.2           | 29         | 29         |            | 12 344                  |                      | 2          | 16         | 15                           |
| 2021                                                                            | 364 650   | 428 260   | 85.1           | 27         | 27         |            | 13 505                  |                      | 2          | 11         | 15                           |
| Fuente: Catholic-Hierarchy, que a su vez toma los datos del Anuario Pontificio. |           |           |                |            |            |            |                         |                      |            |            |                              |

## Episcopologio
- Francisco Medina Ramírez, O.C.D. † (7 de diciembre de 1973-13 de octubre de 1988 falleció)
- Manuel Mireles Vaquera † (13 de octubre de 1988 por sucesión-28 de septiembre de 2005 retirado)
- Ruy Rendón Leal (28 de septiembre de 2005-16 de julio de 2011 nombrado obispo de Matamoros)[3]
- Juan María Huerta Muro, O.F.M., (2 de febrero de 2012- 11 de febrero de 2025 nombrado obispo de Xochimilco) [4]